# Paul Stäckel
Paul Stäckel   (Berlín, 20 d'agost de 1862 - Heidelberg, 12 de desembre de 1919) va ser un matemàtic alemany, conegut sobre tot pels seus treballs en història de les matemàtiques.

## Vida i obra
Stäckel va estudiar a la universitat de Berlín amb Weierstrass, Kronecker, Kummer i altres grans professors de matemàtiques i de física. Es va doctorar el 1885 i el 1891 va obtenir la venia legendi a la universitat de Halle, en la qual va ser professor ajudant els quatre anys següents. A partir de 1895 va ser professor de les universitats de Königsberg (1896-1897), Kiel (1897-1905), Hannover (1905-1908) i de l'Institut Tecnològic de Karlsruhe (1908-1912), fins que el 1912 va obtenir la segona càtedra de matemàtiques de la universitat de Heidelberg. Va morir en aquesta ciutat set anys més tard.
Els treballs científics de Stäckel tenen dues vessants: per una part, els seus treballs en matemàtiques pures i aplicades i, per l'altra, el d'historiador de les matemàtiques. En la primera vessant va treballar en les àrees de la geometria diferencial, teoria de nombres i mecànica. Va ser qui va donar el seu nom als nombres primers bessons i va aprofundir en el seu estudi. Gran part del seu treball, però, va ser en la segona vessant: va ser editor de les obres de Gauss i de Euler; va ser el descobridor el 1898 del diari matemàtic de Gauss, i, juntament amb Friedrich Engel, va publicar una història de la geometria no euclidiana fins a Gauss, en la qual es posaven en relleu matemàtics relativament oblidats com Lambert, Saccheri, Schweikart o Taurinus.